# Seznam biologov
Seznam biologov je krovni seznam.

## Seznami
- seznam botanikov po okrajšavi avtorja
- seznam Nobelovih nagrajencev za fiziologijo ali medicino

### Biologi po narodnosti
| - Albanci - Alžirci - Američani - Angleži - Argentinci - Armenci - Avstralci - Avstrijci - Belgijci - Belorusi - Bolgari - Bosanskohercegovci - Brazilci - Britanci - Čehi - Čilenci - Črnogorci - Danci - Estonci - Finci - Francozi | - Grki - Gruzinci - Gvatemalci - Haitčani - Hrvati - Indijci - Iranci - Iračani - Irci - Islandci - Italijani - Izraelci - Japonci - Judje - Južnoafričani - Kanadčani - Kenijci - Kirgizi - Kitajci - Kolumbijci - Kubanci | - Latvijci - Libanonci - Litovci - Madžari - Makedonci - Malgaši - Maročani - Mehičani - Nemci - Nigerijci - Nikaragvanci - Nizozemci - Norvežani - Novozelandci - Palestinci - Paragvajci - Perujci - Perzijci - Poljaki - Portugalci | - Romuni - Rusi - Senegalci - Slovaki - Slovenci - Srbi - Škoti - Španci - Švedi - Švicarji - Trinidadčani - Turki - Ukrajinci - Urugvajci - Uzbekistanci - Valižanci - Venezuelci |